# بستانچی
بستانچی (به ترکی استانبولی: Bostaniçi) شهری است در کشور ترکیه که در استان وان واقع شده‌است. جمعیت این شهر بر اساس سرشماری سال ۲۰۰۸ میلادی ۱۸٬۵۲۰ نفر و بر اساس برآوردهای سال ۲۰۰۹ میلادی ۱۹٬۱۲۳ نفر می‌باشد.